# اوله حراس
اوله حراس (اوکراینی: Олег Зіновійович Гарас؛ زادهٔ ۵ دسامبر ۱۹۷۶) بازیکن فوتبال اهل اوکراین است.
از باشگاه‌هایی که در آن بازی کرده‌است می‌توان به باشگاه فوتبال لوکوموتیو مسکو و باشگاه فوتبال کارپاتی لویو اشاره کرد.
وی همچنین در تیم‌های ملی فوتبال Ukraine national under-17 football team, Ukraine national under-18 football team, Ukraine national under-19 football team، و زیر ۲۱ سال اوکراین بازی کرده‌است.